# Eleodoro Mayorga
Eleodoro Octavio Mayorga Alba (Lima, 1947) es un ingeniero peruano, especializado en materia de petróleo e hidrocarburos. Fue Ministro de Energía y Minas del Perú, desde el 24 de febrero de 2014 hasta el 17 de febrero de 2015.

## Biografía
Estudió ingeniería del petróleo en la Universidad Nacional de Ingeniería de la ciudad de Lima. Tiene también estudios en petroquímica y una Maestría en Gerencia Industrial, por la Universidad Católica de Lovaina, Bélgica, así como estudios de Economía Petrolera en el Instituto Francés del Petróleo. También cuenta con un doctorado en Matemáticas Aplicadas a la Economía, por la Universidad de París X, Francia.
Empezó laborando en Petroperú, en  1969. Tres años después pasó al naciente Ministerio de Energía y Minas, como planificador del sector de hidrocarburos. Trabajo por seis años en la División Energía de la Comisión Económica para Europa de las NNUU. Continuó en Petroperú, donde fue gerente de Economía, director del Proyecto Camisea y gerente general (1983-1991).
Trabajó para el Banco Mundial, como economista petrolero principal en la Unidad de Políticas del sector Petróleo, Gas, Minas y Productos Químicos (1993-2009); así como especialista de la Energía en la División de Energía (1991-1993).
Desde el año 2011 al 2014, fue socio de la firma Laub & Quijandría Consultores y Abogados.

### Ministro de Energía y Minas
El 24 de febrero de 2014, fue nombrado Ministro de Energía y Minas, en reemplazo de Jorge Merino Tafur. La ceremonia de juramentación se realizó en el Salón Dorado de Palacio de Gobierno, ante el presidente Ollanta Humala.
Durante su gestión ministerial, que duró solo un año, la oposición al gobierno le imputó un supuesto conflicto de intereses por haber renovado el contrato a la petrolera noruega Interoil, ex-cliente del estudio Laub & Quijandria. Llegó a ser interpelado pero su defensa fue tan convincente que el Congreso no logró censurarlo. El último cuestionamiento que se le hizo fue su decisión de retirar a la empresa Pluspetrol de la base de Pichanaki, a raíz de las protestas de la población, lo que permitió restablecer la paz en la zona central del país sin dañar los intereses de la empresa.
El 17 de febrero de 2015 fue reemplazado por la abogada Rosa María Ortiz Ríos.